# Златна значка
Златна значка је годишње признање које додељују Културно-просветна заједница Србије и Министарство спољних послова Републике Србије – Управа за сарадњу с дијаспором и Србима у региону, за несебичан, предан и дуготрајан рад и стваралачки допринос у ширењу културе. Сматра се једним од значајних признања у области културе у Србији.

## Историјат и сврха
Признање "Златна значка" установљено је са циљем да се истакну и награде појединци, организације и удружења који су својим радом и залагањем значајно допринели развоју и афирмацији културе српског народа, како у матици тако и у дијаспори. Иако је Културно-просветна заједница Србије и раније додељивала слична признања, "Златна значка" као континуирано годишње признање додељује се од 1976. године.
Награда се додељује за:
- Дугогодишњи допринос развијању културних делатности.
- Несебичан, предан и дуготрајан рад.
- Стваралачки допринос у ширењу културе народа и народности Републике Србије.
- Значајан допринос афирмацији и представљању српске културе у расејању.

Критеријуми за доделу обухватају широк спектар деловања у култури, укључујући књижевност, уметност, науку, образовање, информисање, очување културног наслеђа, аматеризам, као и ангажовање у културно-просветним организацијама и удружењима.

## Додељивање
Предлоге за доделу "Златне значке" могу упутити установе, организације, удружења и појединци из Србије и дијаспоре. Одлуку о добитницима доноси посебан жири који чине истакнуте личности из света културе, уметности и науке. Награда се традиционално уручује на свечаности у Београду. Признање се састоји од позлаћене значке и повеље.

## Значај
"Златна значка" представља значајно друштвено признање за допринос култури. Кроз вишедеценијско постојање, ова награда је указала на рад великог броја заслужних појединаца и организација који су обогатили културни живот Србије и допринели очувању и промоцији српске културе у свету. Она подстиче и афирмише прегалаштво у области културе, како професионално тако и аматерско.

## Добитници
Међу добитницима "Златне значке" налазе се бројни истакнути уметници (књижевници, сликари, музичари, глумци), научници, педагози, новинари, културни радници, као и аматери и ентузијасти који су својим радом оставили траг у култури. Такође, награду су добиле и многе установе, удружења и организације.
Списак добитника је веома обиман и објављује се сваке године.